# Jean-Michel Cavalli
Jean-Michel Cavalli (Ajaccio, 13 de julho de 1957) é um treinador de futebol e ex-futebolista francês que atuava como meio-campista. Atualmente, é técnico da Seleção Nigerina.

## Carreira
Jogou entre 1971 e 1990, vestindo as camisas de Gazélec Ajaccio (clube que mais defendeu, em duas passagens), Monaco, Boulogne-Billancourt, CSM Puteaux e FC Solenzara.
Virou treinador pouco depois de sua aposentadoria, no mesmo Gazélec Ajaccio que iniciara a carreira de jogador, voltando a comandar o time em outras 3 oportunidades (1998 a 1999, em 2000 e entre 2012 e 2013). Passou ainda por Lille (auxiliar e treinador), Racing de Paris, Créteil e Nîmes em seu país natal. Fora da França, treinou Al-Nassr, Al-Riyadh (ambos da Arábia Saudita), Ionikos (Grécia), Triestina (Itália), Wydad Casablanca (Marrocos), Al-Hilal Omdurman (Sudão), MC Oran, USM Alger (ambos da Argélia) e Al-Ittihad Alexandria (Egito), além das seleções de Argélia, Córsega (não-filiada à FIFA e à UEFA) e Níger, substituindo o compatriota Jean-Guy Wallemme em setembro de 2020.

## Títulos
Al-Nassr
- Campeonato Saudita: 1993–94